# Retallades Zero
Retallades Zero (oficialment en espanyol: Recortes Cero) és un partit polític, inscrit en el Ministeri d'Interior el 8 de juny de 2023, en l'àmbit de l'esquerra que defensa la unitat d'Espanya

## Orígens
Recortes cero va néixer el 2014 impulsat per Unificació Comunista d'Espanya i secundat per més de 1450 promotors de tot Espanya, persones de moviments socials i sindicals, professionals i personalitats, com el pintor Antonio López o els actors Manuel Galiana i José Antonio Lobato.

## Ideologia
Recortes cero és una opció electoral en l'àmbit de l'esquerra que defensa la unitat d'Espanya i es declara com "un moviment social, cultural i polític de lluita solidària contra les retallades" i participa activament en les mobilitzacions pel blindatge constitucional de les pensions, contra la violència de gènere, els desnonaments, pels drets de treballadors migrants, les associacions de bebès robats, donant especial importància a les lluites de la classe obrera.
Retallades Zero ha impulsat un Fòrum de la Cultura que organitza debats entre professionals i ha dissenyat un programa complet per al sector, que denomina #CulturaEsRiqueza. D'altra banda, destacades personalitats del món de la cultura com Juan José Millás, Luis Eduardo Aute, José Sacristán o Antonio Resines han secundat diferents iniciatives socials i polítiques que ha fet públiques a través de manifestos.

## Resultats electorals
Des de la seva presentació, Retallades Zero ha participat en les eleccions al Parlament Europeu de 2014, 2019 i 2024; a més de totes les convocatòries electorals a nivell estatal, tant generals, autonòmiques i municipals. En les eleccions generals espanyoles d'abril de 2019 es va presentar amb el Grup Verd i el Partit Castellà-Terra Comunera. Primer ho va fer com a agrupació electoral, després com a coalició i actualment com a partit polític.
Ha participat en total a nombrosos processos electorals, presentant en les Eleccions Generals de 2016, 2019 i 2023 candidatures en totes les circunscripcions: les 50 províncies del país, Ceuta i Melilla, encapçalades per la portaveu de la Coordinadora Estatal de Recortes Cero. Fins a 2020 es va presentar en coalició amb la formació ecologista antinacionalista Los Verdes-Grupo Verde.
A les eleccions municipals de Mislata del 2023 van obtenir una regidora en la coalició Acord per guanyar, formada per Compromís i Podem a més de Retallades Zero.
| Elecció                                           | Vots   | %     | ± vots | ± %   | Diputats | Augment · Disminució |
| ------------------------------------------------- | ------ | ----- | ------ | ----- | -------- | -------------------- |
| Eleccions generals espanyoles de 2015             | 48.675 | 0,2%  |        |       | 0        | =                    |
| Eleccions generals espanyoles de 2016             | 51.907 | 0,2%  | 3.232  | =     | 0        | =                    |
| Eleccions generals espanyoles d'abril de 2019     | 46.487 | 0,18% | 5.420  | 0,02% | 0        | =                    |
| Eleccions generals espanyoles de novembre de 2019 | 34.306 | 0,14% | 12.181 | 0,04% | 0        | =                    |
| Eleccions generals espanyoles de 2023             | 11.052 | 0,09% | 12.181 | 0,05% | 0        | =                    |

| Elecció                                     | Vots   | %     | ± vots | ± %   | Diputats | Augment · Disminució |
| ------------------------------------------- | ------ | ----- | ------ | ----- | -------- | -------------------- |
| Eleccions al Parlament de Catalunya de 2015 | 14.444 | 0,45% |        |       | 0        | =                    |
| Eleccions al Parlament de Catalunya de 2017 | 10.287 | 0,24% | 4.157  | 0,21% | 0        | =                    |
| Eleccions al Parlament de Catalunya de 2021 | 12.707 | 0,45% | 2.420  | 0,21% | 0        | =                    |